# Kongenitalne anomalije crvuljka
Kongenitalne anomalije crvuljka su strukturna i funkcionalna odstupanja od normalnog obrasca razvojnog procesa crvuljka koji je prisutan prilikom rođenja. Kongenitalne varijacije crvuljka su retke i ima ih malo. Kako kod ljudi, crvuljak nema digestivnu funkciju, on se ponaša kao limfni organ.

## Anomalije crvuljka
Embrionalni razvoj gastrointestinalnog trakta je složen proces i nije iznenađujuće da se u tom razvojnom periodu fetusa pojave nepravilnosti razvoja. One mogu biti složene i višestruke sa više zahvaćenih delova ne samo crvuljka već i slepog creva ili drugih sistema.
| Anomalija crvuljka                 | Opis anomalije |
| ---------------------------------- | --- |
| Nedostatak (agnezija) crvuljka     | - Retka anomalija koja nastaje ako u osmoj nedelji embrionalnog razvoja ne dođe do njegovog formiranja. - Nekada postoji mogućnost da se crvuljak razvija kao i cekum, ali da ne dolazi do njegove demarkacije od ostatka cekuma, tako da se mogu naći više od četiri haustre cekuma. - Svaka agenezija crvuljka zahteva da se trbušna šupljina pregleda u celosti, zbog mogućnosti autoamputacije, intususcepcije ili volvulusa crvuljka. |
| Ektopija crvuljka                  | - Kao ektopija opisana je pozicija crvuljka u grudnom košu, u slučaju malrotacije i dijafragmalne hernije, lumbalna ektopija, kao i lokalizacija unutar samog zadnjeg zida cekuma, kada crvuljak ne poseduje svoju serozu. |
| Crvuljak sa leve strane            | - Postoje četiri uslova kada crvuljk može da se nađe sa leve strane. - Prema učestalosti javljanja to su: a) situs inversus viscerum; b) malrotacija creva; c) “lutajući” cekum, sa dugim mezenterijumom; d) izuzetno dug crvuljku, koji prelazi srednju liniju trbuha. |
| Duplikacija crvuljka               | - Opisane su tri vrste duplikacije crvuljka: a) crvuljak tipa dvocevke sa zajedničkim muskularnim slojem i komunikacijom između lumena u predelu distalnog dela; b) crvuljak poput ptice, kada su strukture simetrično postavljene sa obe strane ileocekalne valvule i c) taenia coli tip duplikacije, normalni crvuljak se nalazi na uobičajenom mestu i još jedan manji crvuljak na teniji.                                              |
| Kongenitalni divertikulum crvuljka | - Divertikulumi se mogu razviti na crvuljku kao i na drugim delovima intestinalnog trakta. - Opisani su i kongenitalni divertikulumi u sklopu genetskih anomalija. |
| Heterotopična mukoza crvuljka      | - Gastrična mukoza, pankreasno tkivo i mukoza jednjaka se mogu naći u crvuljak. |

## Literatura
- Morrow, S. E.; Newman, K. D. (2007). „Current management of appendicitis”. Seminars in pediatric surgery. 16 (1): 34—40..
- Humes, D. J.; Simpson, J. (2006). „Acute appendicitis”. Bmj. 333 (7567): 530—4..
- Lau, W. Y.; Leow, C. K.; Li, A. K. (1997). „History of endoscopic and laparoscopic surgery”. World journal of surgery. 21 (4): 444—53..
- Litynski, G. S. (1999). „Endoscopic surgery: the history, the pioneers”. World journal of surgery. 23 (8): 745—53..

## Spoljašnje veze
|  | Molimo Vas, obratite pažnju na važno upozorenje u vezi sa temama iz oblasti medicine (zdravlja). |